# In the Navy (film)
In the Navy este un film de comedie american din 1941, regizat de Arthur Lubin. Rolurile principale sunt interpretate de actorii Bud Abbott, Lou Costello și Dick Powell.

## Distribuție
- Bud Abbott
- Lou Costello
- Dick Powell
- Shemp Howard
- Claire Dodd
- The  Andrews Sisters
- Dick Foran